# Queen Rocks
Queen Rocks – album kompilacyjny brytyjskiej grupy Queen z 1997.
Album jest kolekcją utworów o hardrockowym brzmieniu, z całego okresu działalności zespołu. Zawiera też jeden nowy utwór, „No-One But You”, który pierwotnie był przeznaczony na solowy Briana Maya Another World (1998), ostatecznie jednak, nagrany we współpracy z pozostałymi przy życiu członkami Queen, Rogerem Taylorem i Johnem Deaconem, trafił na album Queen Rocks.

## Lista utworów
1. „We Will Rock You”
2. „Tie Your Mother Down” (wersja z singla)
3. „I Want It All” (połączenie wersji z albumu i z singla)
4. „Seven Seas of Rhye”
5. „I Can't Live With You” (remiks)
6. „Hammer to Fall” (wersja z albumu)
7. „Stone Cold Crazy”
8. „Now I’m Here”
9. „Fat Bottomed Girls” (wersja z albumu)
10. „Keep Yourself Alive”
11. „Tear It Up”
12. „One Vision” (wersja z albumu)
13. „Sheer Heart Attack”
14. „I’m in Love with My Car” (połączenie wersji z albumu i z singla)
15. „Put Out The Fire”
16. „Headlong”
17. „It’s Late”
18. „No-One But You (Only The Good Die Young)”